# كأس المعارض الأوروبية 1968–69
كأس المعارض الأوروبية 1968–69  هو الموسم 11 من  كأس المعارض الأوروبية. أقيم بتاريخ 10 سبتمبر 1968، وكان عدد الأندية المشاركة فيه  62، وفاز فيه نيوكاسل يونايتد.

## نتائج الموسم
| المركز | فريق            | لعب | ف | ت | خ | له | عليه | ف.أ | نقاط | ملاحظة |
| ------ | --------------- | --- | - | - | - | -- | ---- | --- | ---- | ------ |
|        | نيوكاسل يونايتد |     |   |   |   |    |      |     |      |        |